# KOSHIEN OF DREAMS 〜夢のかたち〜
KOSHIEN OF DREAMS 〜夢のかたち〜は1991年6月21日に発売されたオムニバス・アルバム。
なお、Track 1の「夢のかたち」は本アルバムに参加する全アーティストがALL PLATZ ARTISTSとして共演している。

## 収録曲
1. 夢のかたち (ALL PLATZ ARTISTS)
（作詞・作曲: 小野寺明敏）
2. 君の中のダイアモンド （松浦有希）
（作詞・作曲: 松浦有希）
3. Only a Way 〜君のもとへつなぐ道〜 (THE SAKURA)
（作詞・作曲: 石井勝司）
4. THE AFTER （奥井亜紀）
（作詞・作曲: 奥井亜紀）
5. 道程 (Bellets)
（作詞: 渡辺一男、落瀬学 / 作曲: 渡辺一男）
6. 最後のダイヤモンド （小野寺 "TARACO" 明敏）
（作詞・作曲: 小野寺昭敏）
7. 応援歌 （斉藤さおり）
（作詞: 斉藤さおり / 作曲: 坂井紀雄）
8. 夢のかたち [Reprise]
（作曲: 小野寺明敏）